# الانتداب الفرنسي على لبنان
الانتداب الفرنسي على لبنان أو الاحتلال الفرنسي للبنان (1920-1943) هي فترة حكم فرنسا للبنان التي نتجت عن الحرب العالمية الأولى وسقوط الدولة العثمانية وبحسب تقسيمات اتفاقية سايكس-بيكو والتي تم تأييدها لاحقًا بقرارات من عصبة الأمم التي صدرت عام 1920 والتي أجازت نظام الانتداب على المناطق العثمانية المتفككة بحجة المساعدة في إنشاء مؤسسات للدول الجديدة. وفي ذلك الزمن، كانت متصرفية جبل لبنان مقاطعة عثمانية مستقلة عن بقية الولايات. فقام الفرنسيين بضم عدد من المدن الساحلية السورية ، جبل عامل، سهل البقاع والسهول الشمالية لتتوسع المتصرفية وتصبح ما أطلق عليه الجنرال غورو دولة لبنان الكبير. وبعد صراع سياسي، اتحد المسيحيون والمسلمين اللبنانيون معا فيما عرف بالميثاق الوطني اللبناني وأعلنوا استقلال لبنان تحت اسم الجمهورية اللبنانية. وأعلن عن استقلال لبنان عام 1943 وانسحبت القوات الفرنسية كليًا بحلول 17 نيسان 1946 (وهذا التاريخ يسمى عيد الجلاء في لبنان وسوريا احتفاءً بجلاء آخر جندي استعماري عن البلاد).

## دولة لبنان الكبير
وفي 1 سبتمبر 1920 أعلن الجنرال غورو دولة لبنان الكبير بعد إعادة ترسيم الحدود بين البلاد التي كانت خاضعة للحكم العثماني ومن بينها سوريا ومتصرفية جبل لبنان معلنًا بيروت عاصمة لها. وتمثل علم الدولة في دمج علمي فرنسا ولبنان معًا. ووصفت الدولة الجديدة باسم لبنان الكبير على أساس إضافة البقاع وبعض القرى في عكار إلى المنطقة التي عرفت تاريخيًا بمتصرفية جبل لبنان الذاتية الحكم والتابعة للامبراطورية العثمانية.
وفي 23 مايو 1926 أقر مجلس الممثلين الدستور وأعلن قيام الجمهورية اللبنانية.

## حكام لبنان خلال فترة الانتداب
خلال فترة الانتداب، فوضت فرنسا بعض رجالاتها لحكم وإدارة شؤون البلاد عرفوا بلقب المندوب السامي أو المفوض السامي. وكانوا على التوالي:

### المفوضون الساميون
| المفوض                         | الاسم بالفرنسي                     | من                    | إلى            |
| ------------------------------ | ---------------------------------- | --------------------- | -------------- |
| هنري جوزيف أوجين غورو          | Henri-Joseph-Eugène Gouraud        | أكتوبر 1919           | 19 أبريل 1923  |
| ماكسيم ويغان                   | Maxime Weygand                     | أبريل 1923            | 29 نوفمبر 1924 |
| موريس بول ساراي                | Maurice Paul Emmanuel Sarrail      | نوفمبر 1924           | 23 ديسمبر 1925 |
| بارون هنري دو جوفيني دو أورسين | Baron Henry de Jouvenel des Ursins | 23 ديسمبر 1925        | 23 يونيو 1926  |
| أغوست هنري بونصو               | Auguste-Henri Ponsot               | أغسطس 1926            | يوليو 1933     |
| كونت دامين دو مارتيل           | Comte Damien de Martel             | يوليو 1933            | يناير 1939     |
| غابرييل بوه                    | Gabriel Puaux                      | يناير 1939            | نوفمبر 1940    |
| جان شياب                       | Jean Chiappe                       | توفي قبل استلام مهامه |                |
| هنري فيرناند دينتز             | Henri-Fernand Dentz                | ديسمبر 1940           | فبراير 1942    |

### الحكام الفرنسيون

علم دولة لبنان الكبير ويظهر فيه دمج العلم الفرنسي بأرزه لبنان

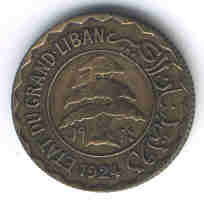
عملة معدنية قيمة 5 قروش من عهد لبنان الكبير 1924.

| الحاكم               | حكم من      | وحتى          |
| -------------------- | ----------- | ------------- |
| جورج ترابوه          | سبتمبر 1920 | أبريل 1923    |
| أنطوان بريفا أبوار   | أبريل 1923  | يونيو 1924    |
| شارل ألكسي فندربرغ   | يونيو 1924  | 13 يناير 1925 |
| ليون هنري شارل كايلا | يناير 1925  | 26 مايو 1926  |
| شارل دباس            | مايو 1926   | 1 سبتمبر 1926 |

### رؤساء لبنان خلال فترة الانتداب الفرنسي وتأسيس دولة لبنان الكبير
| الـرئـيـس           | طريقه الانتخاب | من             | إلى            |
| ------------------- | -------------- | -------------- | -------------- |
| شارل دباس           | منتخب          | 1 سبتمبر 1926  | 2 يناير 1934   |
| أنطوان بريفا أوبوار | بالنيابة       | 2 يناير 1934   | 30 يناير 1934  |
| حبيب باشا السعد     | معين           | 30 يناير 1934  | 20 يناير 1936  |
| إميل أده            | منتخب          | 20 يناير 1936  | 4 ابريل 1941   |
| بيار جورج أرلابوس   | بالنيابة       | 4 ابريل 1941   | 9 ابريل 1941   |
| ألفرد جورج النقاش   | معين           | 9 ابريل 1941   | 18 مارس 1943   |
| أيوب ثابت           | معين           | 19 مارس 1943   | 21 يوليو 1943  |
| بيترو طراد          | معين           | 22 يوليو 1943  | 30 سبتمبر 1943 |
| بشارة الخوري        | منتخب          | 21 سبتمبر 1943 | 11 نوفمبر 1943 |
| إميل أده            | معين           | 11 نوفمبر 1943 | 22 نوفمبر 1943 |

### المفوضون العامون
| المفوض                    | الاسم بالفرنسي                  | من          | إلى         |
| ------------------------- | ------------------------------- | ----------- | ----------- |
| جورج البرت جوليان كاترو   | Georges-Albert-Julien Catroux   | يونيو 1941  | يونيو 1943  |
| جان هللو                  | Jean Helleu                     | يونيو 1943  | نوفمبر 1943 |
| إيف شاتينو                | Yves Chataigneau                | نوفمبر 1943 | يناير 1944  |
| إتيان بول-إميل-ماري بينيه | Étienne-Paul-Émile-Marie Beynet | يناير 1944  | سبتمبر 1946 |

## إحصاء 1932
في عام 1932 أجرى الفرنسيون تعدادا لسكان لبنان الكبير عرف بإحصاء 1932. وهذا الإحصاء هو الوحيد الذي اعتمد والذي على أساسه يتم التوزيع الطائفي للمناصب الرسمية والمراكز العليا إلى حين قيام اتفاق الطائف. وكانت النتائج كالتالي:
المسيحيون
| الطائفة                 | عدد السكان(نسمة) | النسبة (مئوية) |
| ----------------------- | ---------------- | -------------- |
| الموارنة                | 226,378          | 28.8           |
| روم أرثوذكس             | 76,522           | 9.7            |
| روم كاثوليك             | 46,000           | 5.9            |
| آخرون (معظمهم أرمن)     | 53,463           | 6.8            |
| المجموع الكلي للمسيحيون | 402,363          | 51.2           |

المسلمون
| الطائفة                | عدد السكان(نسمة) | النسبة (مئوية) |
| ---------------------- | ---------------- | -------------- |
| السنة                  | 175,925          | 22.4           |
| الشيعة                 | 154,208          | 19.6           |
| الدروز                 | 53,047           | 6.8            |
| المجموع الكلي للمسلمون | 383,180 نسمة     | 48.8           |

عدد سكان لبنان الكلي: 785,542 نسمة.
و بناء على نتيجة هذا الإحصاء تم توزيع السلطات والمناصب على الطوائف اللبنانية الذي أصبح عرفًا بحيث أعطيت رئاسة الجمهورية للموارنة، ورئاسة مجلس الوزراء للسنة ورئاسة مجلس النواب للشيعة. إلا أن اتفاق الطائف عدل بنسب المشاركة السياسية حيث جعلها مناصفة بين الطوائف إسلامية والمسيحية بدل من التفوق المسيحي.

## اللبنانيون والصراع من أجل الاستقلال

### معارضة المسلمين
كان مسلمو دولة لبنان الكبير قد رفضوا في أكثريتهم الدولة والكيان الوطني اللبناني عند نشوئه لثلاثة أسباب هي:
1. لأن الدولة الجديدة جعلت منهم أقلية وهم الذين كانوا جزءً من الأكثرية المسلمة الحاكمة في العهد العثماني.
2. لأنهم كانو يتمنون بعد الانسلاخ عن الدولة العثمانية الانضمام إلى دولة عربية برئاسة الأمير فيصل، تضم سوريا الكبرى أي سوريا الحالية ولبنان وفلسطين والأردن والعراق.
3. لأنهم كانوا رافضين للانتداب الفرنسي على اعتبار أنه حكم دولة أوروبية أجنبية.

فلم تعترف الحركة الوطنية السورية وممثلوها في لبنان من الزعماء السياسيين المسلمين بالكيان اللبناني، وفي المفاوضات بين الحكومة الفرنسية والحركة الوطنية السورية في مطلع الثلاثينات اشترطت فرنسا أن تسلم الحركة الوطنية السورية بالكيان اللبناني لقاء توقيع معاهدة تعترف فيها فرنسا باستقلال سوريا ولبنان. ولقد قبل ممثلو الحركة الوطنية هذا الشرط الأمر الذي أحدث تصدعًا في صفوف السياسيين المسلمين الداعين للوحدة مع سوريا في لبنان وراح بعضهم يتلبنن مثل خير الدين الأحدب والبعض الآخر يبحث عن صيغة للتوفيق بين ولائه القومي العربي وبين اعترافه بالكيان اللبناني مثل رياض الصلح  وبشارة الخوري. ومن عام 1930 إلى عام 1943 راحت صيغة رياض الصلح / بشارة الخوري وغيرهم من طلاب الاستقلال تتبلور، إلى أن تحولت إلى ما سمي بالميثاق الوطني اللبناني، وهو يقوم على المعادلة التالية:
- من أجل بلوغ الاستقلال على المسيحيين أن يتنازلوا عن مطلب حماية فرنسا لهم وأن يتنازل المسلمون عن طلب الانضمام إلى الداخل السوري.

### ثورة بشامون
في بداية الحرب العالمية الثانية وبعد أن بدأت فرنسا تسترسل بالطغيان والسيطرة على المراكز الحساسة مما جعل الحكومة اللبنانية سنة 1943 تتقدم إلى المفوضية الفرنسية مطالبة بتعديل الدستور بما ينسجم مع الأوضاع. وكان هذا الطلب بدعم من البريطانيين الذين حكموا فلسطين والأردن والعراق. وفي 21 سبتمبر من السنة نفسها فاز بشارة الخوري بالانتخابات وأصبح رئيساً للجمهورية وألف حكومته رياض الصلح وأعلنوا الاستقلال التام وحولت مشروع تعديل الدستور إلى المجلس النيابي، وأعتبر هذا القرار تحديا سافرًا للمفوض السامي مما جعله يأمر بتعليق الدستور وأرسل ضباطًا إلى رئيس الجمهورية فاعتقلوه مع رئيس وزرائه وبعض الوزراء والزعماء الوطنيين مثل عادل عسيران، كميل شمعون، عبد الحميد كرامي وسليم تقلا وحجزوهم في قلعة راشيا. عندها قام رئيس المجلس النيابي آنذاك صبري حماده وبعض النواب باجتماع مصغر في قرية صغيرة هي بشامون وألفوا حكومة مؤقتة ورفع العلم اللبناني الذي تكون من ثلاث أقسام الأحمر، الأبيض وفي الوسط ضمن اللون الأبيض شجرة أرز خضراء. وقد أدى هذا النضال إلى استقلال لبنان بتاريخ 22 نوفمبر 1943 وبعد ذلك دعم لبنان نفسه بمشاركته بتاسيس هيئة الأمم المتحدة سنة 1945 وجامعة الدول العربية سنة 1947.

## استقلال لبنان
أعلن استقلال لبنان عن فرنسا في 22 نوفمبر 1943 وتم الاعتراف به في 1 يناير 1944. وانسحبت القوات الفرنسية في 1946 معلنة انتهاء الانتداب على لبنان.